# Vilayet du Danube
1864–1878
Entités précédentes :
- Pachalik de Niš
- Pachalik de Vidin
- Pachalik de Silistra

Entités suivantes :
- Principauté de Bulgarie
- Principauté de Roumanie

Le vilayet du Danube — en turc osmanli : ولايت طونه (Vilâyet-i Tuna) ; en bulgare : Дунавски вилает — était un vilayet de l'Empire ottoman. Créé en 1864, il fut supprimé en 1878. Sa capitale était Roussé.

## Géographie

### Territoire
Le vilayet est délimité par le Danube (bras de Chilia), la mer Noire et le Grand Balkan.

### Subdivisions
Le vilayet était divisé en sept sandjaks :
- le sandjak de Tulcea
- le sandjak de Varna
- le sandjak de Roussé
- le sandjak de Veliko Tarnovo
- le sandjak de Vidin
- le sandjak de Sofia
- le sandjak de Niš

## Histoire
Le vilayet est créé en 1864, à partir des eyalets de Silistra, de Niš (qui comprenait Sofia) et de Vidin.
Par le traité de San Stefano du 3 mars 1878, son territoire (sauf le sandjak de Niš, le delta du Danube et le sandjak de Tulcea) devient autonome dans le cadre de la principauté de Bulgarie. Niš est attribué à la principauté de Serbie.
Par le traité de Berlin du 13 juillet 1878, la principauté de Roumanie reçoit le delta du Danube, le sandjak de Tulcea ainsi que la partie de la Dobroudja où, parmi les chrétiens, les Valaques sont alors majoritaires, au nord d'une ligne partant du Danube à la sortie est de Silistrie et aboutissant à la Mer Noire entre les deux hameaux d'Ophidaki (aujourd'hui Vama Veche) et Limanaki (aujourd'hui Dourankoulak) entre Mangalia et Chabla. Le reste forme la principauté de Bulgarie, un État vassal de l'Empire ottoman. Cette frontière, modifiée plusieurs fois au XXe siècle, est rétablie après 1945.

## Gouverneurs ottomans du Danube (Osmanlı Tuna Valileri)
- octobre 1864 - mars 1868 : Midhat Pacha
- mars 1868 - décembre 1868 : Mehmed Sabri Pacha (tr)
- février 1869 - octobre 1870 : Mehmed Akif Pacha (en)
- octobre 1870 - octobre 1871 : Ömer Fevzi Pacha (tr)
- octobre 1871 - juin 1872 : Ahmed Rasim Pacha (tr)
- juin 1872 - avril 1873 : Ahmed Hamdi Pacha
- avril 1873 - avril 1874 : Abdourrahmane Noureddine Pacha (en)
- avril 1874 - septembre 1876 : Asım Mehmed Pacha (tr)
- octobre 1876 - février 1877 : Halil Rifat Pacha (en)
- février 1877 - mai 1877 : Mehmed Sadık Pacha (en)
- mai 1877 - 1878 : Kayserili Ahmed Pacha (tr)

## Démographie
Selon le Kuyûd-ı Atik, sans compter le sandjak de Niš, le vilayet regroupe 1 655 658 habitants en 1865, parmi lesquels 658 600 musulmans (40,51 %) et 967 058 non-musulmans (59,49 %).  